# Taryn Simon
Taryn Simon (New York, 4 febbraio 1975) è un'artista statunitense.

## Biografia
Taryn Simon frequenta la Brown University. Dapprima studia scienze ambientali, optando successivamente per laurearsi in semiotica dell'arte. Durante il periodo di studi universitario, l'artista studia anche fotografia presso la Rhode Island School of Design. Si laurea nel 1997.
Le sue opere sono prevalentemente concettuali e sono caratterizzate da un'interdisciplinarità di mezzi espressivi come la fotografia, la scultura e la performance. L'attenzione dell'artista è rivolta verso le problematiche politiche, artistiche e sociali dell'epoca contemporanea. 
È il caso di uno dei suoi primi lavori, The Innocents (2002), dove attraverso l'uso del mezzo fotografico unito a lunghe narrazioni testuali vengono documentate le vite di cittadini americani che hanno trascorso del tempo in prigione per crimini mai commessi.
In "A Living Man Declared Dead and Other Chapters I – XVIII" (2008-2011), l'artista ricostruisce alberi genealogici di varie famiglie mutati da avvenimenti storici e politici. L'opera viene realizzata con due supporti differenti: fotografie (sia ritratti che fotografia documentaristica) e pannelli di testo. Il progetto, durato oltre tre anni, mira a mettere in luce gli avvenimenti storici che hanno mutato il legame di sangue tra i vari soggetti piuttosto che a documentare le relazioni effettive.
In "Paperwork and the Will of Capital", invece, Simon ha unito il mezzo della scultura a quello della fotografia facendole risultare in un'opera concettuale. L'artista, dopo essersi documentata a lungo con l'aiuto di un botanico, ha ricostruito le composizioni floreali presenti sui tavoli delle più importanti trattative politiche che hanno segnato l'epoca moderna. Dall'operazione artistica effettuata è nato un libro omonimo pubblicato nel 2016.
I lavori dell'artista sono stati esposti alla 56ª Biennale di Venezia, al Whitney Museum, alla Gagosian Gallery e in molte altre gallerie internazionali come la Tate Modern e il MoMa.